# Friedrich Zauner
Friedrich Ch. Zauner (* 19. September 1936 in Rainbach im Innkreis; † 30. November 2022 in Schärding) war ein österreichischer Schriftsteller.

## Leben
Ab 1965 lebte und wirkte Zauner als freier Schriftsteller in Rainbach im Innkreis und gilt als einer der bedeutenden österreichischen Autoren der Gegenwart. In seiner Romantetralogie „Das Ende der Ewigkeit“ behandelt er aus der Perspektive eines kleinen Innviertler Dorfes den großen gesellschaftlichen Umbruch, der in der Mitte des vorigen Jahrhunderts eine Zeitenwende eingeleitet hat.
Daneben war Zauner aber auch als Dramatiker tätig; seine Stücke wurden am Landestheater Linz, am Schauspielhaus Graz, am Landestheater Salzburg, am Volkstheater Wien sowie an verschiedenen deutschen und Schweizer Bühnen uraufgeführt. Sie werden nachgespielt und in Übersetzungen an verschiedenen fremdsprachigen Theatern aufgeführt. So etwa wurde „Spuk“, erstmals am Landestheater Linz, in der spanischen Übersetzung vom Teatro Granero in Mexiko-Stadt über zwei Jahre lang en suite gespielt.
Ein besonders ehrgeiziges Projekt sind die Rainbacher Evangelienspiele, die 2004 mit dem Stück „Passion“ begannen und 2025 in Rainbacher Spiele umbenannt wurden. Friedrich Ch. Zauner war Präsident des OÖ. P.E.N.-Clubs, Träger des Landeskulturpreises für Literatur und Ehrenbürger seiner Heimatgemeinde Rainbach.
Zauner war mit der Schriftstellerin Roswitha Zauner (1938–2021) verheiratet und hatte mit ihr vier Kinder.

## Werke (Auswahl)

### Bücher
- Das Ende der Ewigkeit. Edition Geschichte der Heimat, Grünbach 1992–1996.

1. Im Schatten der Maulwurfshügel, Roman, 1992, ISBN 3-900943-14-1.
2. Und die Fische sind stumm, Roman, 1993, ISBN 3-900943-15-X.
3. Früchte vom Taubenbaum, Roman, 1994, ISBN 3-900943-16-8.
4. Heiser wie Dohlen, Roman, 1996, ISBN 3-900943-39-7.

- Dort oben im Wald bei diesen Leuten, Roman, Ennsthaler Verlag, Steyr 2006, ISBN 978-3-85068-694-5.
- Archaische Trilogie, 3 Theaterstücke, Universitätsverlag Wagner, Innsbruck 1982, ISBN 3-7030-0105-4.
- Scharade, Roman, Freya Verlag, Linz 2010, ISBN 978-3-99025-016-7.
- Katzenspiele, Erzählung, Verlag Franz Steinmaßl, Grünbach 2001, ISBN 3-900943-85-0.
- Bulle, Erzählung, Verlag Franz Steinmaßl, Grünbach 1999, ISBN 3-900943-73-7.
- Aller Tage Abend/Kidnapping, 2 Theaterstücke, Ennsthaler Verlag, Steyr 1993, ISBN 3 85068 385 0.
- Als er anklopfte der mit seiner Knochenhand, Requiem, Ennsthaler Verlag, Steyr 2003, ISBN 3-85068-609-4.
- Der Vergessene, Erzählung, Ennsthaler Verlag, Steyr 2005, ISBN 3-85068-674-4.
- Exodus, Moses, Roman, morgenroth media, München 2012, ISBN 978-3-941425-55-2.
- Das Joch der Erde, Eine amerikanische Trilogie, morgenroth media, München 2013, ISBN 978-3-941425-67-5.

### Theaterstücke
- Spuk, Uraufführung im Landestheater Linz, 1971
- Kobe Beef, Uraufführung im „Experiment am Lichtenwerd“ im Rahmen der Wiener Festwochen, 1973
- Fiktion, Uraufführung im Schauspielhaus Graz, 1975
- Von draußen rein, Uraufführung im Theater im Zentrum, Wien 1976
- Deserteure, Uraufführung im Theater am Zytglogge, Bern 1977
- Reportage, Uraufführung im Rahmen von „Literatur im Scheinwerfer Linz“, 1982
- Menschenskinder, Uraufführung im Landestheater Salzburg, 1980
- Kidnapping, Uraufführung im Landestheater Salzburg, 1981
- Ypsilon, Uraufführung im Theater beim Auersperg, im Rahmen der Wiener Festwochen, 1985
- Aller Tage Abend, Uraufführung im Landestheater Linz, 1989
- Mirakel Mirakel, Uraufführung im Graumanntheater, Wien 1991
- U für X, Uraufführung im „Rampenlicht Pucking“, 1995
- Der Aufstieg der Regina G., Uraufführung im Volkstheater Wien, 1996
- Nix für ungut, Uraufführung in der Jugendbühne zeitlos, Eferding 2000
- Abraham und Isaak (türkisch durch Selcuk Ünlü, Ibrahim ve Ishak), Uraufführung im Tiyatro Bülümü, Konya 2000
- Passion, Uraufführung bei den Rainbacher Evangelienspielen, 2004
- Zeichen und Wunder, Uraufführung bei den Rainbacher Evangelienspielen, 2005
- Johannes der Täufer, Uraufführung bei den Rainbacher Evangelienspielen, 2006
- Das Grab ist leer, Uraufführung bei den Rainbacher Evangelienspielen, 2007
- Hiob, Uraufführung bei den Rainbacher Evangelienspielen, 2009
- Ruth, Uraufführung bei den Rainbacher Evangelienspielen, 2010
- Abraham im ägyptischen Exil, Uraufführung bei den Rainbacher Evangelienspielen, 2011
- König David, Uraufführung bei den Rainbacher Evangelienspielen, 2012
- Von Jakob, Josef und seinen Brüdern, Uraufführung bei den Rainbacher Evangelienspielen, 2013
- Tamar, Uraufführung bei den Rainbacher Evangelienspielen, 2014
- Verhör, Uraufführung im TG Biedenkopf, Schloss Biedenkopf, 2014
- Esther, 2014, Uraufführung bei den Rainbacher Evangelienspielen 2015
- Noah, 2014
- Elias, 2016
- Ysop auf dem Feld, 2022

### Hörspiele
- 1970: Spuk – Regie: Hans Bernd Müller (Hörspielbearbeitung – NDR)
- 1971: Spuk – Regie: Wolfgang Glück (Hörspielbearbeitung – ORF Niederösterreich)
- 1971: Todeszone – Regie: Ferry Bauer (Original-Hörspiel – ORF Oberösterreich)
- 1972: Geschäfte, Geschäfte, Geschäfte – Regie: Ferry Bauer (Hörspiel – ORF Oberösterreich)
- 1973: Hunde bevorzugt – Regie: Ferry Bauer (Originalhörspiel – ORF Oberösterreich)
- 1973: Hundstage. Groteske – Regie: Otto Kurth (Originalhörspiel, Kurzhörspiel – WDR/SR)
- 1974: Abtritt – Regie: Fritz Schröder-Jahn (Originalhörspiel – SR)
- 1975: Fiktion – Regie: Ferry Bauer (Hörspiel, Science-Fiction-Hörspiel – ORF Oberösterreich)
- 1975: Job für Kutschera – Regie: Ferry Bauer (Hörspiel – ORF Oberösterreich)
- 1976: Zwutschkerl – Redaktion und Regie: Werner Simon (Originalhörspiel, Kinderhörspiel – BR)
- 1977: Zieleinlauf – Regie: Ferry Bauer (Hörspiel – ORF Oberösterreich)
- 1978: Reportage. Eine beinahe wirkliche Geschichte – Regie: Otto Düben (Hörspiel – SDR)
- 1978: Oktopus: Oben im Wald bei diesen Leuten – Regie: Wolf Neuber(Hörspielbearbeitung – ORF Oberösterreich)
- 1978: Land – Regie: Ferry Bauer (Hörspiel –ORF Oberösterreich)
- 1979: Aus Studio 13: Recherchen – Regie: Günther Sauer (Originalhörspiel, Kriminalhörspiel – SDR)
- 1980: Anrufe – Regie: Ferry Bauer (Hörspiel – ORF Oberösterreich)
- 1981: Die Entdeckung des Herrn Kalander – Regie: Ferry Bauer (Originalhörspiel – ORF Oberösterreich)
- 1982: Die Hörbude: Dort oben im Wald bei diesen Leuten. Fast ein Kriminalstück – Bearbeitung und Regie: Lilo Külp (Hörspielbearbeitung – SWF)
- 1985: Charisma – Regie: Alfred Pittertschatscher (Science-Fiction-Hörspiel –ORF Oberösterreich)
- 1987: Katz im Sack – Regie: Alfred Pittertschatscher (Originalhörspiel – ORF Oberösterreich/BR)
- 1989: Deserteure – Regie: Charles Benoit (Hörspiel – DRS)
- 1989: Recheuz – Regie: Charles Benoit (Kriminalhörspiel – DRS)
- 1992: Geiselnahme – Regie: Friedrich Ch. Zauner (Originalhörspiel – ORF Oberösterreich)
- 1994: Gewonnen oder Die Leiden eines Totogewinners – Regie: Alfred Pittertschatscher (Hörspiel – ORF Oberösterreich)
- 1995: Spalle al muro, italienisch durch Flavia Foradini – (RTSI Lugano/Rai 2 Rom)
- 2000: Joch der Erde (2 Teile) Eine öffentliche Hörspiellesung – Regie: Alfred Pittertschatscher, Heide Stockinger (Originalhörspiel – ORF Oberösterreich)
- 2000: Grothum Haus – (ORF Oberösterreich)
- 2000: Nekrolog – (ORF Oberösterreich)
- 2003: Die Prüfung. Eine biblische Geschichte – Regie: Alfred Pittertschatscher (Hörspiel – ORF Oberösterreich)

### Filme
- 1975: Job für Kutschera, ORF Wien
- 1976: Wegen Renovierung geschlossen, ZDF Mainz
- 1977: Im Sauwald, ORF Wien
- 1979: Land und Leute am Inn, ORF Wien
- 1979: Die oberösterreichische Donau, ORF Wien
- 1980: Menschenskinder, Aufzeichnung des Landestheaters Salzburg, ORF Wien
- 1981: Das Mondseeland, ORF Wien
- 1984: Xander Vrüpp macht Geschäfte, ORF Wien
- 1985: Oberösterreich im Flug, ORF Wien
- 1985: Xander Vrüpp gibt ein Beispiel, ORF Wien
- 1986: Xander Vrüpp macht Geschäfte, ORF Wien
- 1990: Dort oben im Wald bei diesen Leuten, Romanverfilmung, ARD, SFB Berlin
- 1997: St. Peter, das verschwundene Dorf, Filmfeature, Pro omnia Linz

### Musikalische Werke
- Als er anklopfte, der mit seiner Knochenhand, Requiem, Komponist Fridolin Dallinger, UA Minoriten, Wels 2004
- Das ist mein Land, Kantate für Sopran, Sprecher, gemischten Chor und Orchestergruppen, Komponist Gunter Waldek, UA Jahnhalle, Ried 1998
- Passion, nach Texten von Friedrich Ch. Zauner für gemischten Chor, Orgel und Schlagwerk ad libitum, Komponist Marco Lemke, 2002

### CDs und DVDs
- Das ist mein Land, Kantate, Text Friedrich Ch. Zauner, unter Verwendung von Gedichten von Roswitha Zauner, Musik Gunter Waldek, recorded by Landesmusikdirektion Linz, 1998
- Kopfstücke, Porträt Friedrich Ch. Zauner, Produktion peter buluj Film, Linz 2005
- Zauner liest Zauner, Dort oben im Wald bei diesen Leuten, M.M.Studio H. Wiesinger, 1999
- Zauner liest Zauner, Im Schatten der Maulwurfshügel, M.M.Studio H. Wiesinger, 2000
- Das Ende der Ewigkeit, neun Kompositionen zur gleichnamigen Romantetralogie, Komposition und Gitarre Josef Redinger, PAO Records, Diersbach 2002
- König David, Aufzeichnung der Aufführung der Rainbacher Evangelienspiele durch LRP STUDIOS, Ried 2012

## Auszeichnungen
- 1985: Kulturpreis des Landes Oberösterreich für Literatur gemeinsam mit seiner Frau Roswitha[3]
- 2003: Heinrich-Gleißner-Preis
- 2006: Franz-Theodor-Csokor-Preis